# Batalla del Fuerte de Cañete
La batalla del Fuerte de Cañete sucedió desde 20 de enero al 5 de febrero de 1558 en el fuerte de Cañete, Biobío, como parte de la guerra de Arauco, que enfrentaba a españoles y mapuches.

## El sitio
Luego de la derrota de los mapuches en la batalla de Cayucupil, Caupolicán se decide a poner sitio al recién creado fuerte de Cañete, junto con la mayor parte de sus fuerzas. El 20 de enero, 15.000 guerreros mapuches rodearon y sitiaron el fuerte, y los primeros intentos de dispersarlos por los españoles fueron ineficientes.
La idea de Caupolicán era dejar morir de hambre a los sitiados. La situación se hizo muy crítica, ya que la salida a campo abierto era una derrota segura para las armas españolas; del mismo modo, un ataque directo al fuerte, con el contingente hispano bien armado, implicaba una gran cantidad de bajas araucanas. Entonces, los españoles empezaron a diseñar un plan de atracción.

## La traición de Andresillo
Andresillo, un yanacona proespañol, se ofreció para atraer engañosamente al fuerte a los mapuches. El plan consistía en hacerse amigo de los atacantes, haciéndoles aparecer a Andresillo como desertor de los españoles. Los mapuches creyeron en este personaje y éste les contó que la hora de la siesta era la mejor hora para atacar desprevenidamente a los españoles, él les abriría las puertas para que se produjera el ataque por sorpresa. Caupolicán hizo verificar la veracidad del argumento de Andresillo haciendo introducir un espía en el interior del fuerte. Alonso de Reynoso, el teniente del fuerte, ya había previsto la visita de un espía y dio instrucciones para que todos se hicieran los dormidos.
El 5 de febrero fue el día elegido para el supuesto ataque sorpresa. Reynoso abocó los cañones y los arcabuces a las dos puertas, disimulándolos para inspirar confianza a los asaltantes. Entonces, Andresillo abrió las puertas del fuerte y se introdujo una masa de mapuches en forma silenciosa, y cuando ya casi estaban todos en el interior del fuerte fueron recibidos por descargas de fusilería en forma alternada, que dejaron una gran mortandad entre los atacantes, que huyeron en desbandada.
Los mapuches, mientras se retiraban hacia los cerros, continuaron hostigando a las partidas de españoles y a los yanaconas que se alejaban del fuerte. Reynoso envió varias expediciones a disolver las juntas de guerreros y a castigar a los indios. Los indígenas se ocultaban en el momento de pasar el piquete y reaparecían a sus espaldas.

## La muerte de Caupolicán
Meses después de la retirada de la retirada de los mapuches supervivientes, y ya comenzando el invierno, un indio le reveló a una avanzada que andaba en su búsqueda al mando de Pedro de Avendaño, el oculto pasaje donde el Toqui se escondía en Pilmaiquén. Los españoles llegaron al lugar cuando aún era de noche, guiados por las luces de las fogatas de los confiados guerreros y esperaron el amanecer, rodearon la posición y al aclarar, se dejaron caer sorpresivamente sobre el campo, arrasándolo todo mientras capturaban a Caupolicán, quien preparaba una contraofensiva. Según Alonso de Ercilla, cuando era conducido por un piquete atado hacia el fuerte de Tucapel le salió al paso una mapuche iracunda, de nombre Fresia, con un bebé en brazos; era hijo del derrotado toqui. La mujer le enrostró el hecho de haberse dejado capturar vivo y le arañó el rostro dando alaridos de rabia, y en un ataque de furia cogió al infante de apenas un año y lo destrozó al lanzarlo sobre un peñasco. 
La marcha continuó en silencio su rumbo. Fue llevado ante el veterano Alonso de Reynoso, quien lo condenó a morir en la pica, una muerte terrible por empalamiento. Cristóbal de Arévalo, Alguacil de campo, fue el encargado de ejecutar la orden. Caupolicán fue subido y amarrado a una tarima que tenía una punta de madero cortado a forma de pica en el centro. Dicho esto, alzó el pie derecho aún con las amarras puestas y dio una gran patada al verdugo, que rodó de la tarima; hecho esto, él mismo se sentó en la pica y, sin dar ninguna muestra de dolor, murió por perforación intestinal, acabando así la vida del toqui mapuche.